# آسپاروهووو (استان بورگاس)
آسپاروهووو (به بلغاری: Asparuhovo) یک منطقهٔ مسکونی در بلغارستان است که در استان بورگاس واقع شده‌است.